# Evarcha gausapata
Evarcha gausapata är en spindelart som först beskrevs av Tord Tamerlan Teodor Thorell 1890.  Evarcha gausapata ingår i släktet Evarcha och familjen hoppspindlar. Inga underarter finns listade i Catalogue of Life.